# John Pritchard (wioślarz)
John Martin Pritchard (ur. 30 listopada 1957 w Londynie) – brytyjski wioślarz, srebrny medalista igrzysk olimpijskich i mistrzostw świata.

## Kariera
Kształcił się na University of Cambridge, gdzie studiował prawo. Trzykrotnie brał udział w The Boat Race: w latach 1984-1985 odnosił porażki, a w 1986 zwyciężył. 
Wystąpił na igrzyskach olimpijskich w Moskwie w 1980, gdzie osada Wielkiej Brytanii w składzie: Duncan McDougall, Allan Whitwell, Henry Clay, Chris Mahoney, Andrew Justice, John Pritchard, Malcolm McGowan, Richard Stanhope i Colin Moynihan (sternik) zdobyła srebrny medal w ósemkach. W finale uplasowali się o 2,87 sekundy za osadą NRD i o 0,74 sekundy przed osadą ZSRR. Na rozgrywanych cztery lata później igrzyskach olimpijskich w Los Angeles w tej samej konkurencji zajął piąte miejsce. 
W ósemkach zdobył także srebro na mistrzostwach świata w Monachium (1981). 
Po zakończeniu kariery został działaczem sportowym, był między innymi brytyjskiego oddziału fundacji charytatywnej Right to Play. W 2014 postanowił przepłynąć wzdłuż rzekę Missisipi w XIX-wiecznej łodzi i uzbierać tym samym 1 000 000 dolarów na celem charytatywne. Dokonał tego po trzech miesiącach i pokonaniu ponad 3700 km. Ostatecznie uzbierał ponad 2,5 miliona dolarów.